# Mstislav el Valiente
Mstislav Mstislávich el Valiente (en ucraniano: Мстислав Мстиславич Удатний, en ruso: Мстисла́в Мстисла́вич Уда́тный; Удало́й) fue uno de los príncipes más populares y activos de la Rus de Kiev en las décadas anteriores a la invasión mongola. Fue el abuelo materno de Alejandro Nevski (por parte de su hija Rostislava Mstislavna casada con Yaroslav II de Nóvgorod) así como del príncipe León de Galitzia.
Era hijo de Mstislav Rostislávich el Valiente (en) de Smolensk y de una princesa de Riazán. En 1193 y 1203, su coraje en las guerras contra los cumanos le proporcionaron gran fama en la Rus de Kiev. Poco después se casó con una hija de Kotián (en:Köten), Kan de los cumanos. En 1209, es mencionado como gobernante de Torópets. Un año después se convirtió en Príncipe de Nóvgorod, derrotando a los hombres del príncipe Sviatoslav Vsévolodovich (el propio Sviatoslav fue detenido en el palacio del arzobispo de Nóvgorod).
En su camino a Nóvgorod, Mstislav recibió la llave de la ciudad de Torzhok tras levantar el asedio del príncipe Vsévolod III de Vladímir. Como gobernante de Nóvgorod lanzó varias incursiones contra los pueblos chudos en 1212 y 1214. En 1214, expulsó al príncipe Vsévolod IV de Kiev y puso a su tío Mstislav Románovich el Viejo (Mstislav III of Kiev) en el trono.
En 1216, Mstislav reunió una gran coalición de los príncipes de la Rus contra el Principado de Vladímir-Súzdal, que cayó tras la batalla del río Lípitsa. Tras haber situado a su aliado Constantino de Rostov como Gran Príncipe de Vladímir y haber casado a su hija con Yaroslav II de Vladímir, se retiró a la ciudad de Torzhok, que fortificó. Sin embargo, sus enemigos consiguieron que fuera depuesto como Príncipe de Nóvgorod y Mstislav tuvo que abandonar el norte de Rusia. En 1219, firmó la paz con su príncipe rival, Daniel de Galitzia, que se casó con su hija Ana.
En 1223, Mstislav se unió a una coalición de príncipes de la Rus, que aliándose con los polovtsianos o cumanos, lucharon contra los mongoles en la Batalla del río Kalka, donde los Rus y sus aliados fueron derrotados. Aunque tres príncipes rusos fueron capturados y ejecutados, y otros seis murieron mientras se retiraban hacia el río Dniéper, Mstislav es el único mencionado entre los nueve príncipes que consiguieron huir de la batalla.
Mstislav reinó como Príncipe de Galitzia-Volinia hasta 1227, cuando las intrigas de los boyardos lo obligaron a ceder el principado a su yerno Andrés II de Hungría. A continuación se retiró a la ciudad de Tórchesk, donde murió en 1228.